# Kościół Niepokalanego Serca Najświętszej Maryi Panny w Wąsoszu
Kościół Niepokalanego Serca Najświętszej Maryi Panny – rzymskokatolicki kościół pomocniczy należący do parafii św. Józefa Oblubieńca Najświętszej Maryi Panny w Wąsoszu.

## Historia
Dawniej był to kościół ewangelicki św. Mateusza. Świątynia została zbudowana w 1581 roku na miejscu wcześniejszej budowli, wzmiankowanej w 1290 roku. Odbudowana została po pożarze Wąsosza w 1710 roku, ponownie została zniszczona w czasie działań wojennych w 1759 roku. Jego odbudowa została rozpoczęta w 1766 roku i została zakończona w październiku 1767 roku. Prace budowlane były wykonywane pod kierunkiem Jerzego Wandelta z Góry i Fryderyka Rohnke z Wąsosza. W dniu 1 listopada 1767 roku odbudowana świątynia została konsekrowana. Budowla była wielokrotnie restaurowana w XIX wieku (1845, 1868 i 1890). 

## Architektura
Jest to świątynia orientowana, murowana z cegły, otynkowana, jednonawowa, posiada wydzielone prezbiterium. Korpus nawy posiada trzy przęsła. Prezbiterium, nawa, kruchta zachodnia i zakrystia są nakryte pozornymi sklepieniami kolebkowymi, z kolei kruchta południowa nakryta jest sklepieniem krzyżowo-żebrowym. Świątynia i dobudówki są nakryte dwuspadowymi blaszanymi dachami. Od strony zachodniej jest umieszczona czworokątna wieża o czterech kondygnacjach nakryta dachem namiotowym zwieńczonym kulą, którą poprzedza kruchta z portalem ostrołuk]owym umieszczonym w profilowanych obramieniach, drzwi są drewniane z nitami. Zegar na wieży posiada kwadratowe tarcze od strony południowej, północnej i zachodniej. 

## Wnętrze
We wnętrzu znajduje się skromne wyposażenie, trzypiętrowe empory, otaczające ściany z trzech stron oraz prospekt organowy ukończony w październiku 1769 roku i wykonany przez Franciszka Ufflera z Głogowa i ołtarz główny w stylu barokowym wykonany w XVIII wieku i ozdobiony rzeźbami św. Piotra i Pawła. Na zewnątrz, na ścianach są umieszczone późnobarokowe i klasycystyczne kamienne epitafia pochodzące z XVIII i XIX wieku.